# 九州先端科学技術研究所
公益財団法人九州先端科学技術研究所（きゅうしゅうせんたんかがくぎじゅつけんきゅうしょ  英語名称：Institute of Systems, Information Technologies and nanotechnologies、略称アイエスアイティ、ISIT）は、九州システム情報技術研究所(きゅうしゅうしすてむじょうほうぎじゅつけんきゅうしょ  英語名称Institute of Systems, Information Technologies、略称アイエスアイティ、ISIT)が、2008年にナノテクノロジー分野を加えて改組されたものである。

## 概要
前身となる九州システム情報技術研究所は、1995年に福岡の情報関連産業の振興を目的として福岡市、地元産業界の出資（2008年現在、基本財産3億円の内、福岡市の出捐金2.5億円）により、九州大学の協力を得て設立された財団法人である。
長期的な研究テーマとして以下を掲げている：
- システムLSIの要素技術開発と社会への普及
- 社会システムにおける情報セキュリティの確保
- 人間生活を支援するインターフェース環境の実現(生活支援ロボット技術)
- ナノ・バイオ技術による環境対応型社会を実現するための新素材の開発(ナノテクノロジー)

この他、新産業育成支援なども行う。

## 沿革
- 1993年 6月 九州大学ワーキンググループにより「福岡SRPにおける研究開発のあり方に関する調査」が報告される。
- 1995年 3月 福岡SRPにおける中核的研究所設立検討委員会が設置される。
- 1995年 12月25日 財団法人九州システム情報技術研究所を設立。当初の研究室は第一研究室（現在のシステムLSI研究室）及び第二研究室（現在の情報セキュリティ研究室）の2つであった。
- 1998年 9月 第3研究室（現在の生活支援情報技術研究室）を設置
- 2007年 11月 第1研究室内にカーエレクトロニクス推進室 設置
- 2008年 4月 ナノテク究室を設置すると共に財団法人九州先端科学技術研究所に改組。また第1研究室内に次世代スーパーコンピューター開発支援室を設置。

## 関係する人物

### 歴代理事長
- 1995年12月25日 - 1997年 5月29日 兼尾雅人(九州･山口経済連合会(現 九州経済連合会))
- 1997年 5月30日 - 2001年 8月20日 田中進(九州経済同友会)
- 2001年 8月21日 - 2008年 3月31日 石川敬一(九州経済同友会)
- 2008年 4月 1日 - 2013年 3月31日 芦塚日出美 (九州経済同友会)
- 2013年 5月 1日 - 貫正義(九州電力会長)

### 歴代研究所長
- 1995年12月25日 - 2001年 3月31日 長田正(前 九州大学工学部教授)
- 2001年 4月 1日 - 2008年 3月31日 牛島和夫(九州産業大学情報科学部学部長)
- 2008年 4月 1日 - 2018年 新海征治(前 九州大学工学部教授)
- 2018年 - 山田淳(前 九州大学工学部教授)

## 所在地
総務部、事業部、新産業支援室、研究企画部、プロジェクト推進部、システムLSI研究室、情報セキュリティ研究室、生活支援情報技術研究室福岡市早良区百道浜2-1-22 SRPセンタービル7F(福岡ソフトリサーチパーク内)
ナノテク研究室福岡市西区大字元岡203-1 福岡市産学連携交流センター内